# Trammer See
Der Trammer See liegt nördlich von Plön und gehört zu den Gemeinden Plön und Rathjensdorf. 
Der See befindet sich teilweise in Privateigentum und gehört zum Teil dem Land Schleswig-Holstein.
Der See ist durch seine verhältnismäßig große Tiefe relativ nährstoffarm (oligotroph).
Im See befinden sich vier unbewohnte Inseln, von denen die beiden größten, Ziegen Warder und Groter Warder, durch eine schmale Landbrücke miteinander verbunden sind.

## Freizeit und Erholung
Bei einer Uferlänge von 7,9 km kann der See, teils etwas abseits des Ufers, bequem umwandert werden. Vom Parnaßturm in Plön, der an der Strecke liegt, eröffnet sich eine schöne Aussicht über den See und die weitere Umgebung. Am Seeufer befinden sich mehrere Badestellen (in Plön und in Tramm). 
Im Frühjahr und Frühsommer können von einer Plattform, die von der Projektgruppe Seeadlerschutz in Schleswig-Holstein eingerichtet worden ist, Seeadler an ihrem Horst beobachtet werden (Zugang von Rathjensdorf).